# Сузана Лакић (новинар)
Сузана Лакић (Книн, 1980) српски је новинар и уредник.

## Биогрфија
Дипломирала је новинарство и комуникологију на Факултету политичких наука у Београду. Лакићева се усавршавала у Комисији за хартије од вредности и на Економском факултету за рад на финансијским тржиштима.
Од 2004. до 2008. радила је као економски новинар у Економист магазину. Током 20 година рада у економском новинарству реализовала је на стотине интервјуа са личностима из области економије, привреде и финансија, на националном и иностраном нивоу. Сарађивала је и писала за неколико српских недјељеника: Банкар, Емагазин, Европа, Статус, Belgrade Times, Бизнис и Финансије.
Усавршавала се на више семинара и радионица у земљи и иностранству, у области економије, привреде и финансија.
У компанији Рингијер Србија била је запослена од 2008. до 2023. године као новинар и уредник Блиц Бизниса. Потом је у оквиру истог предузећа била одговорни уредник на бизнис секцији, са задужењем за развој садржаја и унапређење сектора.
Од октобра 2023. она је директор компаније НИН д.о.о у оквиру које се издаје недјељник НИН.
Удата је и мајка је двоје дјеце.

## Награде
- Награде Клуба привредних новинара за истраживачко новинарство[1]
- Награда НАЛЕД-а за квалитетно извештавање о реформама[1]
- Награда Интернационалноог фестивала медија и репортаже[1]